# Toby Hall
Toby Jason Hall (né le 21 octobre 1975 à Tacoma, Washington, États-Unis) est un ancien joueur professionnel de baseball.
Receveur, il joue dans la Ligue majeure de baseball pour les Devil Rays de Tampa Bay de 2000 à 2006, les Dodgers de Los Angeles en 2006 et les White Sox de Chicago en 2007 et 2008. 